# Petra Dobrila
Petra Dobrila, slovenska učiteljica, * 1920, † 2006.

## Odlikovanja in nagrade
Leta 2001 je prejela častni znak svobode Republike Slovenije z naslednjo utemeljitvijo: »za pomembno delo pri "bralni znački" in s tem za zasluge pri vzpodbujanju branja in kultiviranju materinščine med mladimi Slovenci«.